# Stoewer

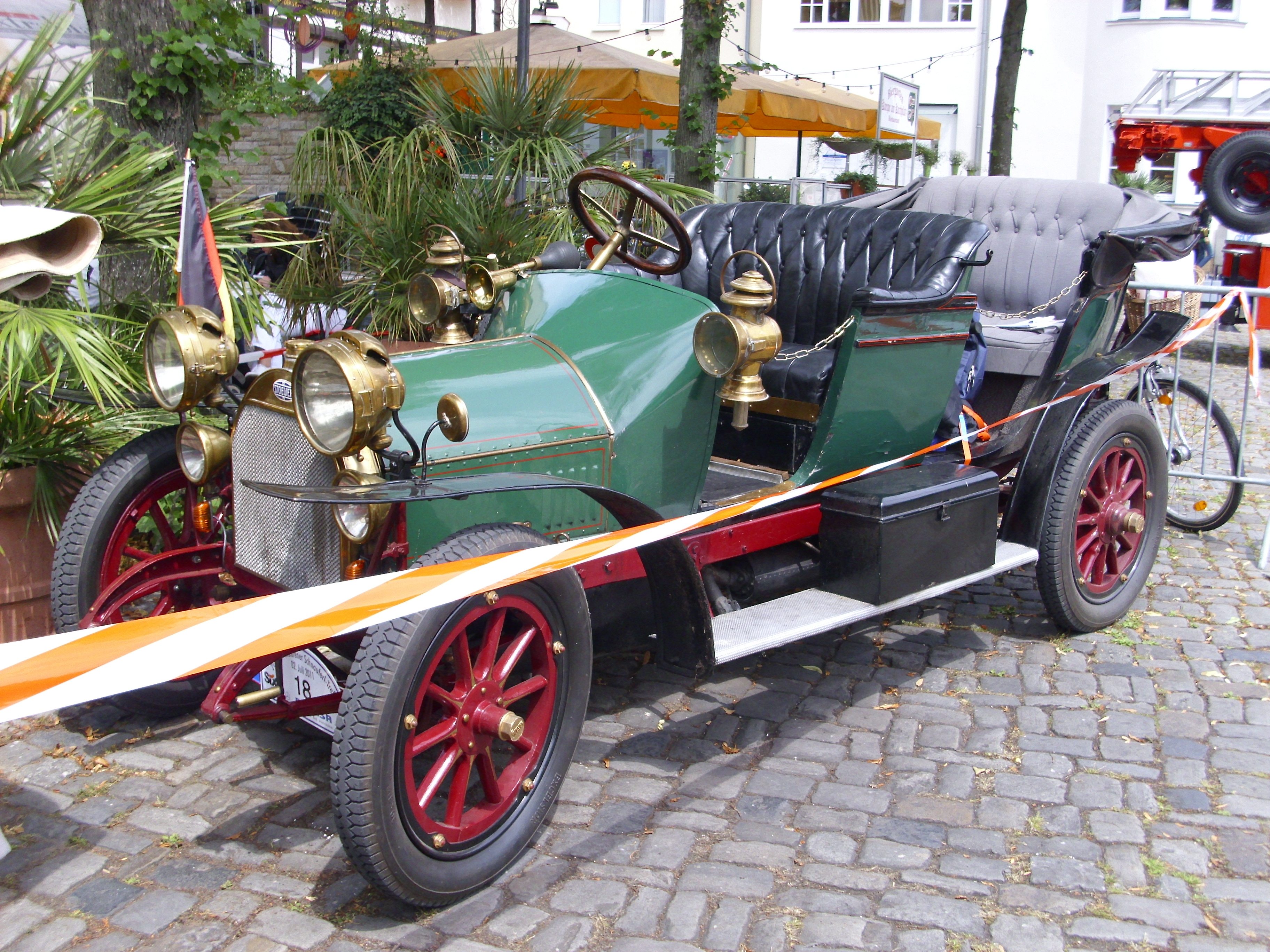
Stoewer von 1910

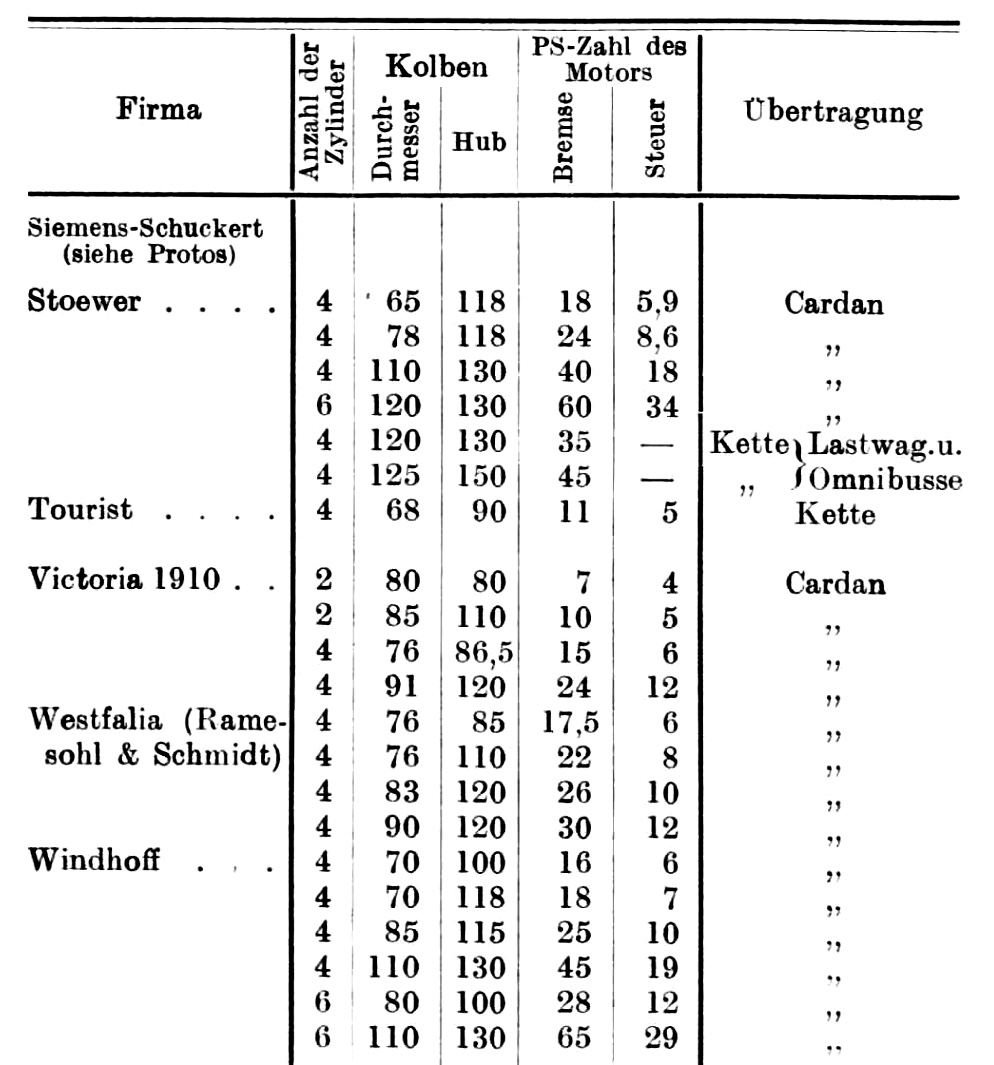
Stoewer Motoren von 1911

Stoewer-Busse fuhren ab 1905 auf der Strecke Lindenfels–Bensheim. Die Aufnahme stammt aus dem Jahr 1911.

Aktie über 100 RM der Stoewer-Werke AG vom 25. Oktober 1932

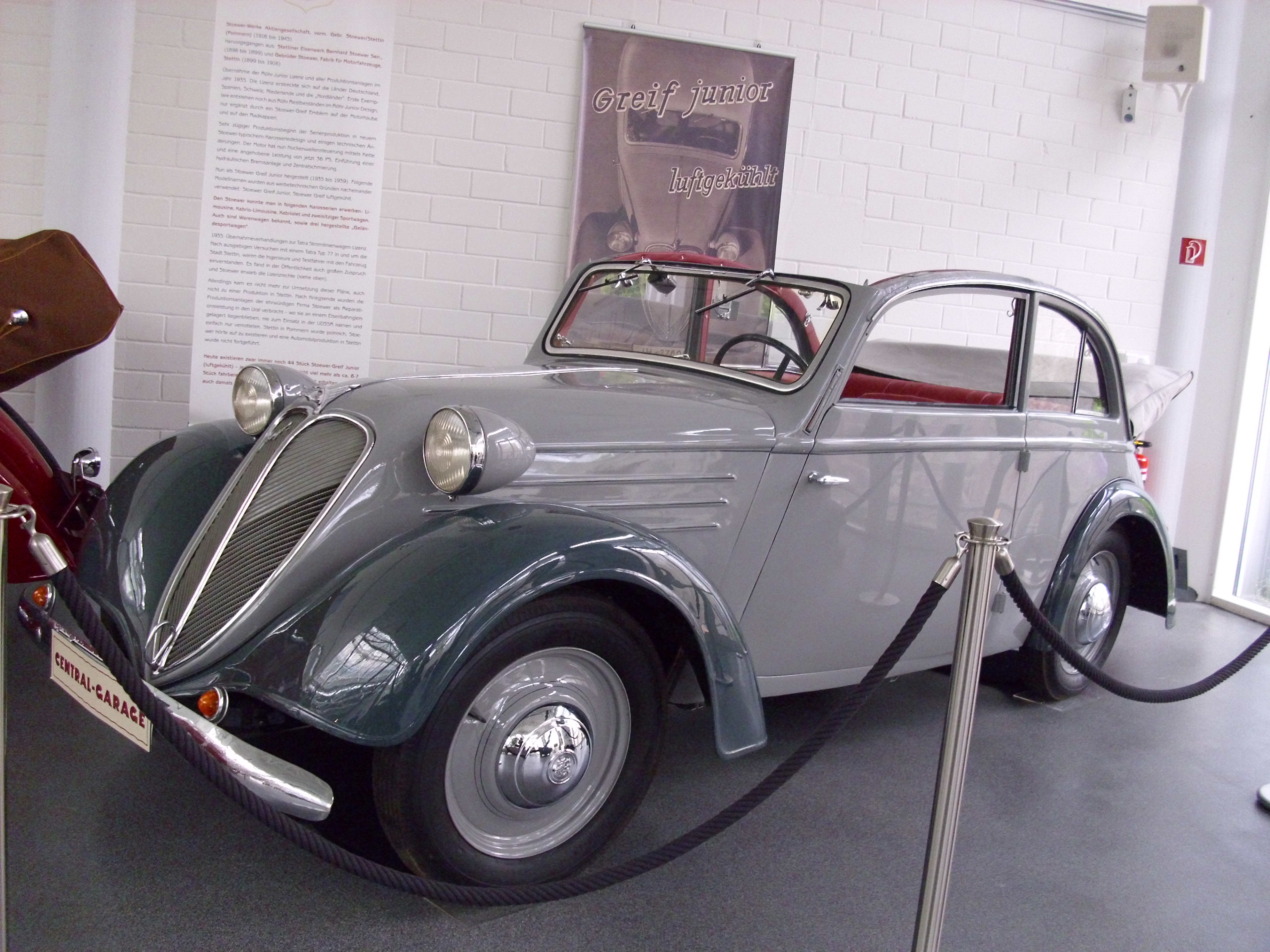
Stoewer Greif Junior von 1936

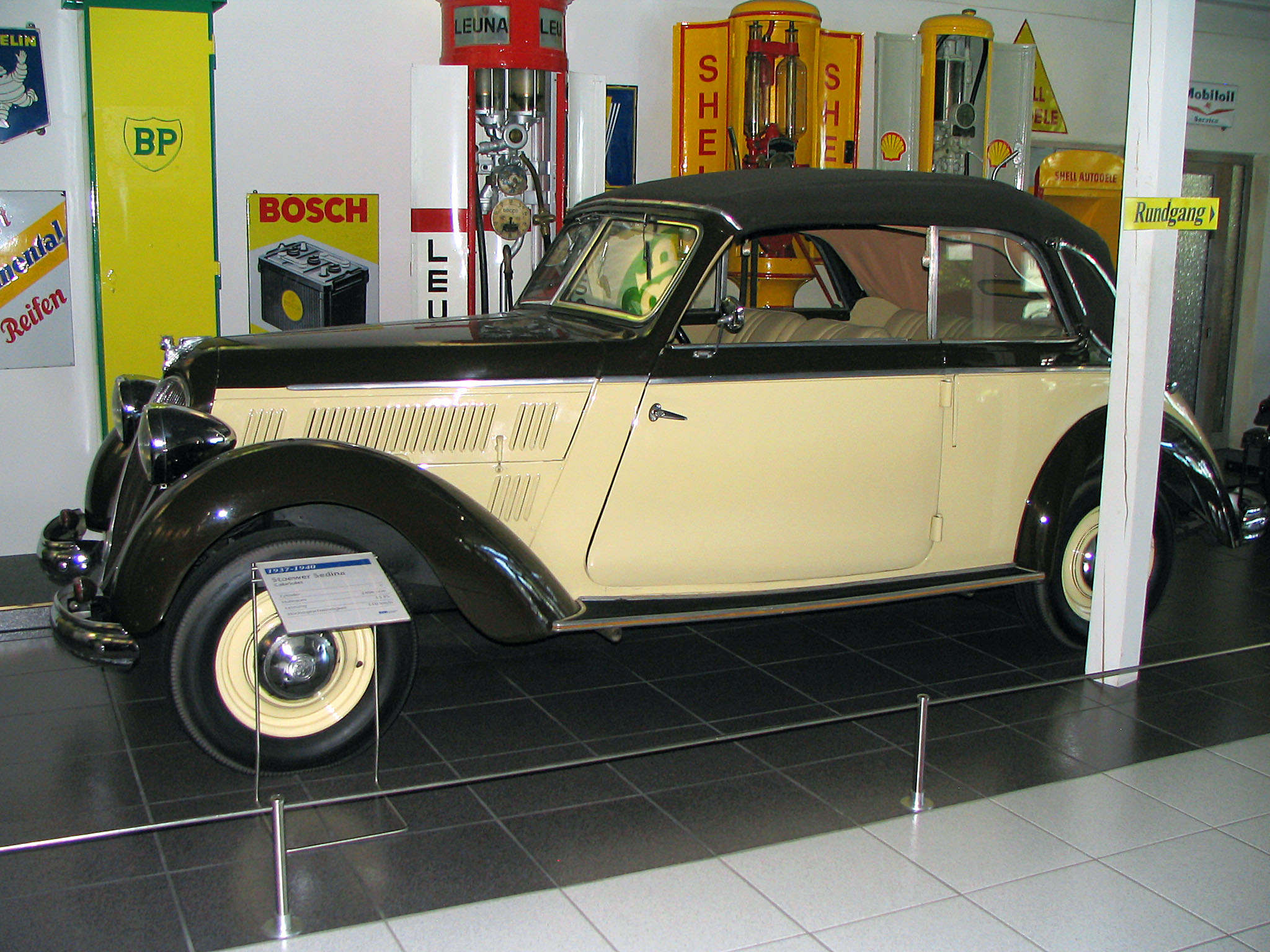
Stoewer Sedina Cabriolet 1937–1940

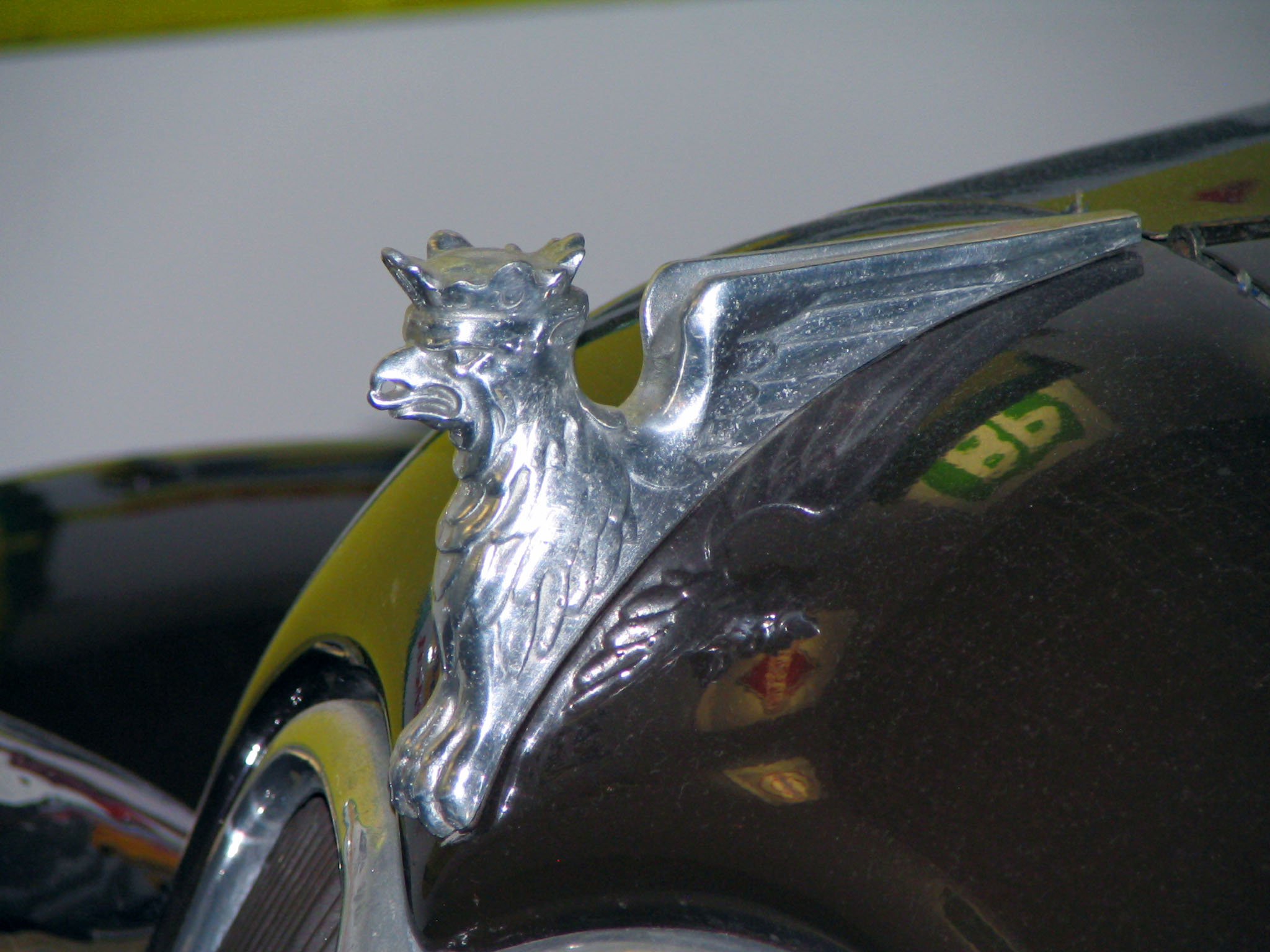
Kühlerfigur Stoewer Sedina 1937–1940

Stoewer war ein von 1858 bis 1945 in Stettin ansässiges Unternehmen. Es wurde vorwiegend als Auto- und Fahrradhersteller bekannt.

## Firmengeschichte
Das Unternehmen wurde 1858 von Bernhard Stoewer als Feinmechanische Reparaturwerkstatt gegründet. Im gleichen Jahr wurde auch mit der Produktion von Nähmaschinen begonnen.
Ab 1893 wurde die Produktion von Fahrrädern und ab 1903 auch die Herstellung von Schreibmaschinen aufgenommen.
Im Jahre 1896 wurde das Stettiner Eisenwerk Bernhard Stoewer sen. ausgegründet, das die Stammfirma mit Teilen für die Fahrradproduktion belieferte und zusätzlich mit der Produktion von Gussöfen begann. Gleichzeitig wurde das Stammwerk unter dem Namen Nähmaschinen- und Fahrräder Fabrik Bernhard Stoewer in eine Aktiengesellschaft umgewandelt. Ab 1898 entstanden Motordreiräder mit vorderem Einzelrad nach Art des De-Dion-Bouton-Motordreirad.
Im Jahre 1899 wurde das Eisenwerk von den Söhnen (Bernhard Stoewer jun. und Emil Stoewer) übernommen und in Gebrüder Stoewer, Fabrik für Motorfahrzeuge umbenannt. Im gleichen Jahr wurde als erstes Modell der Große Stoewer Motorwagen vorgestellt. Stoewer gehört damit zu den Pionieren des Autobaus in Deutschland.
Stoewer baute auch Motoromnibusse, die beispielsweise im öffentlichen Nahverkehr in der Rhein-Neckar-Region eingesetzt wurden.
Die Umwandlung in die Aktiengesellschaft Stoewer-Werke AG, vormals Gebr. Stoewer, erfolgte 1916. Von 1917 bis 1926 baute Stoewer auch Traktoren. Ab 1926 war Fritz Fiedler im Unternehmen tätig und stellte 1927 als sein erstes Modell den gemeinsam mit Bernhard Stoewer jun. entwickelten F 6 (6/30 PS) mit 1,6-Liter-Vierzylindermotor vor. Stoewer-Chefkonstrukteur Fiedler ging Ende 1929 zunächst nach Zwickau zu Horch und wechselte Mitte 1932 ins BMW-Werk Eisenach.
1925 wurde mit finanzieller Unterstützung der Gebrüder Stoewer die Städtische Radrennbahn Stettin-Westend im Eckerberger Wald in Stettin-Westend (seit 1945 Łękno) errichtet. Sie besteht bis heute, seit 1988 trägt sie den Namen Zbysław-Zając-Radrennbahn.
In den 1920er Jahren machte sich das Unternehmen einen Namen als Kleinserienhersteller hochwertiger und sportlicher Luxuswagen, die auf Augenhöhe mit Horch und Mercedes konkurrierten. Der S 8 (8/45 PS) mit 45-PS-Achtzylinder-Reihenmotor und Hinterradantrieb stellte 1928 in seiner Klasse ein solides Angebot dar, gefolgt vom G 15 Gigant (15/80 PS) mit 80-PS-Achtzylindermotor, der bis 1933 in Produktion blieb. Spitzenmodell war der P 20 Repräsentant (20/100 PS) mit 100-PS-Achtzylinder, von dem jedoch von 1930 bis 1933 nur 24 Fahrzeuge entstanden. Stoewer versuchte nie, auf dem Massenmarkt zu konkurrieren, und die solide Finanzbasis ermöglichte es, das große Sterben der Autohersteller in der Weltwirtschaftskrise zu überleben.

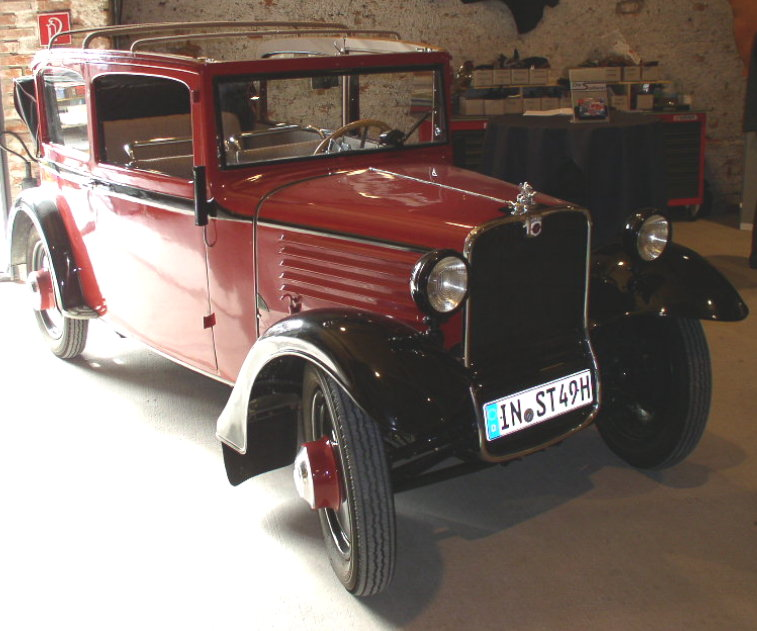
Stoewer V 5, 1932

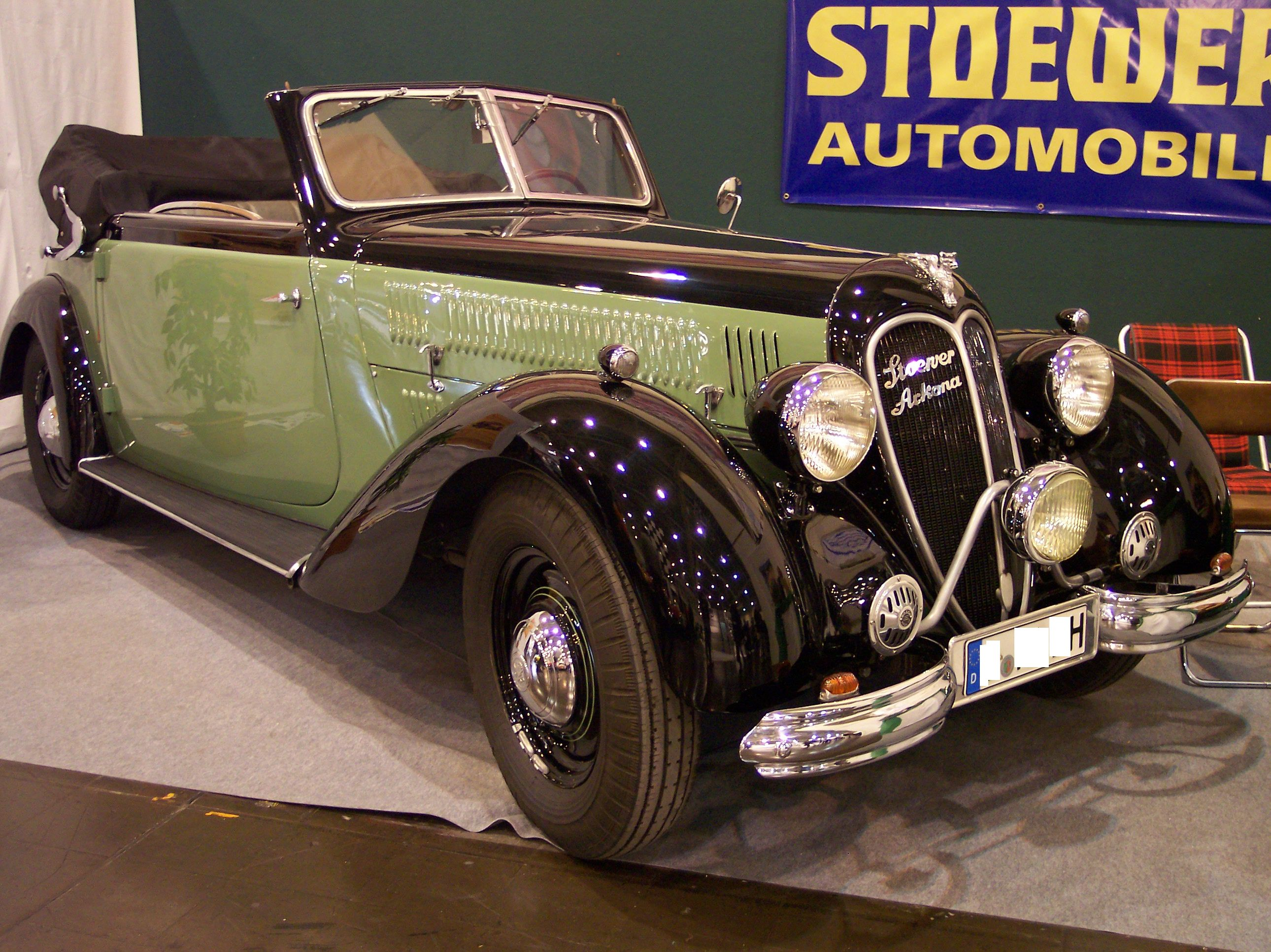
Arkona Cabriolet, 1939

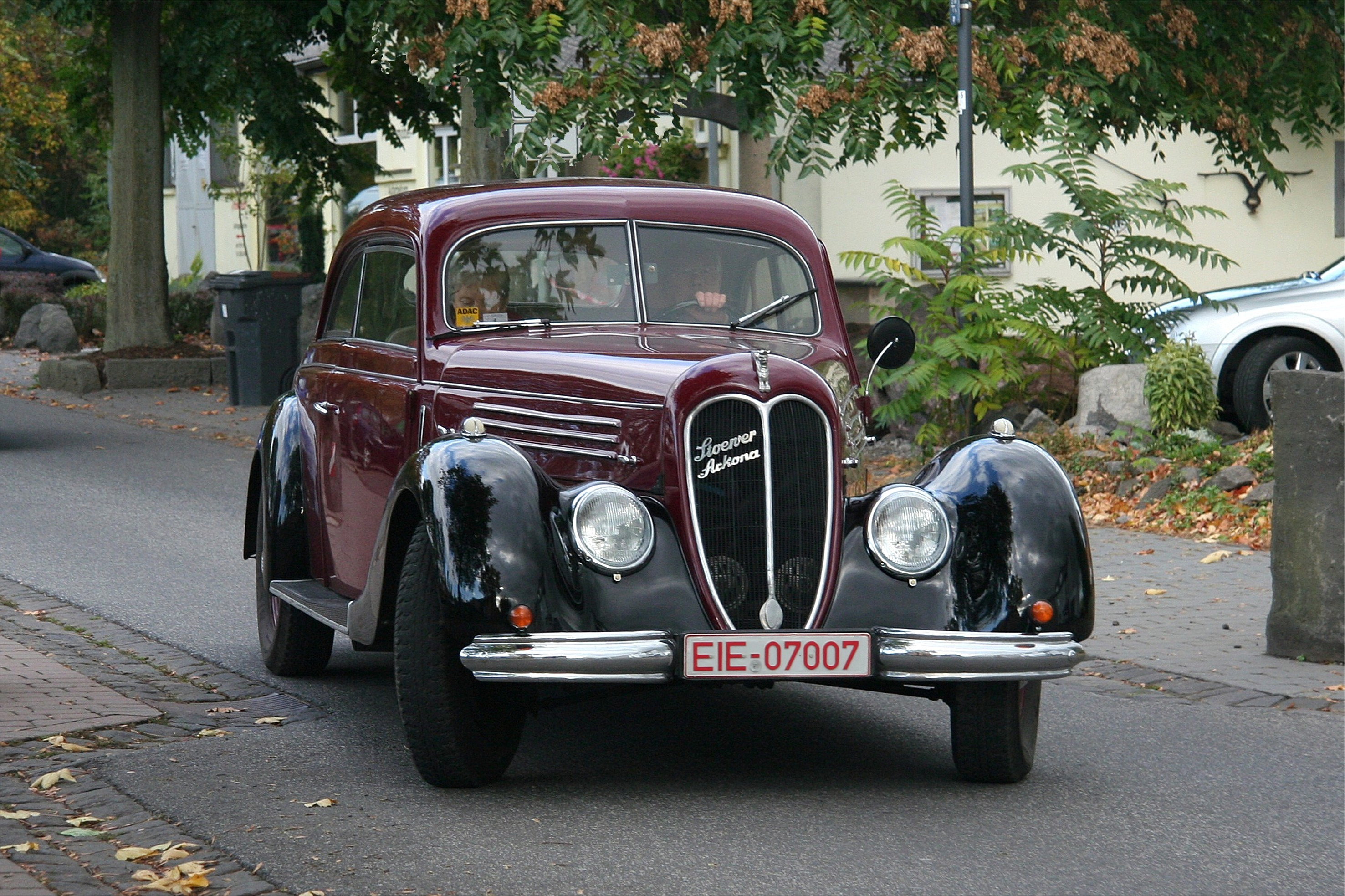
Stoewer Arkona Limousine, Baujahr 1940

Im Jahr 1930 begann Stoewer einen ersten kleinen Wagen mit Frontantrieb zu entwickeln. Der Stoewer V 5 mit Vierzylinder-V-Motor (1,2 Liter Hubraum, 25 PS) war im selben Jahr fertig zum Test. Ab Januar 1931 wurden in Serie 2100 Wagen bis 1932 gebaut. Vom Nachfolger Stoewer R 140 mit 1,4-Liter-Reihenmotor (30 PS) verließen 2310 Fahrzeuge das Werk in Stettin. Danach folgten die immer größer werdenden Mittelklassewagen R 150 (1,5 Liter, 35 PS, 1934) und R 180 (1,8 Liter, 45 PS, 1935) sowie 1934 der Stoewer Greif V8 mit einem 2,5-Liter-Achtzylinder-V-Motor und 57 PS Leistung. Alle Wagen waren frontgetrieben.
Die späteren Modelle hatten wieder den konventionellen Hinterradantrieb: Greif Junior (1,5-Liter-Vierzylinder, 1935), Sedina (2,4-Liter-Vierzylinder, 1937) und als Nachfolger des Greif V8 der Arkona (3,6-Liter-Sechszylinder, 1937).
Das Stettiner Unternehmen war ab Mitte der 1930er Jahre im Zuge der Aufrüstung der Wehrmacht in die zentral gelenkte Rüstungsproduktion eingebunden. Der bei Stoewer entwickelte und dort von 1936 bis 1943 gefertigte leichte Einheits-Pkw (LEPKW) (Stoewer R180 Spezial) mit Allradantrieb wurde mit 11.000 Wagen zum meistgebauten Stoewer-Fahrzeug. Als Lizenzbau stellte ihn auch das BMW-Werk Eisenach als BMW 325 sowie Hanomag in Hannover (Hanomag 20 B) her.
Auf Anordnung der NS-Regierung wurde 1937 der Stoewer-Flugmotorenbau in die Tochterfirma Pommersche Motorenbau GmbH in Arnimswalde (heute Załom, Polen) ausgelagert. Im Jahre 1941 baute Stoewer Fahrgestelle des Panzerkampfwagen I zum Flakpanzer I um. Ab 1943 baute das Stettiner Werk in Lizenz das NSU-Kettenkrad.
Nach Kriegsende fiel Stettin an Polen und die Firmengeschichte endete. Die Werksanlagen wurden durch die sowjetische Besatzungsmacht demontiert und in die UdSSR verbracht. Damit wurde das polnische wirtschaftliche Potential geschädigt. Im Polytechnischen Museum in Moskau befindet sich das einzig erhaltene Exemplar des Großen Motorwagens.
Ein weiteres Museum befand sich in Wald-Michelbach. Seine Sammlung wurde 2019 an das Museum für Technik und Kommunikation in Stettin (Muzeum Techniki i Komunikacji) verkauft.

## Fahrradproduktion
- Anzeigen in der Norddeutschen Radsport-Zeitung, 1900/01: Stoewer’s Greif sind tadellos gebaut.[3]
- Die Firma Stoewer wurde 1858 in Stettin gegründet. (…) Ab 1893 begann er, selbst Fahrräder herzustellen.[11]

## Neuzulassungen von Stoewer-Pkw im Deutschen Reich von 1933 bis 1938
| Jahr | Zulassungszahlen |
| ---- | ---------------- |
| 1933 | 1611             |
| 1934 | 1452             |
| 1935 | 1137             |
| 1936 | 1024             |
| 1937 | 913              |
| 1938 | 1111             |

Quelle:

## PKW-Modelle
| Typ                           | Bauzeitraum | Zylinder | Hubraum    | Leistung        | Vmax         |
| ----------------------------- | ----------- | -------- | ---------- | --------------- | ------------ |
| 10 PS                         | 1901–1902   | 2 Reihe  | 1527 cm³   | 18 PS (13,2 kW) | 50 km/h      |
| 8/14 PS                       | 1902–1905   | 2 Reihe  | 1527 cm³   | 14 PS (10,3 kW) | 50 km/h      |
| 20 PS                         | 1904–1905   | 4 Reihe  | 7946 cm³   | 45 PS (33 kW)   | 85 km/h      |
| P4 (11/22 PS)                 | 1905–1910   | 4 Reihe  | 3054 cm³   | 22 PS (16,2 kW) | 70 km/h      |
| P2 (9/12 PS)                  | 1906–1907   | 2 Reihe  | 2281 cm³   | 16 PS (11,8 kW) | 55 km/h      |
| P4-1 (24/36 PS)               | 1906–1910   | 4 Reihe  | 5880 cm³   | 40 PS (29 kW)   | 80 km/h      |
| P6 (34/60 PS)                 | 1906–1911   | 6 Reihe  | 8820 cm³   | 60 PS (44 kW)   | 95 km/h      |
| G4 (6/12 PS)                  | 1907–1911   | 4 Reihe  | 1500 cm³   | 12 PS (8,8 kW)  | 60 km/h      |
| PK4 (11/20 PS)                | 1909–1912   | 4 Reihe  | 2544 cm³   | 20 PS (14,7 kW) | 70 km/h      |
| C1 (6/18 PS)                  | 1909–1915   | 4 Reihe  | 1546 cm³   | 18 PS (13,2 kW) | 70 km/h      |
| B1 (6/16 PS)                  | 1910–1912   | 4 Reihe  | 1556 cm³   | 16 PS (11,8 kW) | 65 km/h      |
| B6 (9/22 PS)                  | 1912–1914   | 4 Reihe  | 4900 cm³   | 45 PS (33 kW)   | 95 km/h      |
| C2 (10/28 PS)                 | 1913–1914   | 4 Reihe  | 2412 cm³   | 28 PS (20,6 kW) | 75 km/h      |
| C5 (6/18 PS)                  | 1915–1919   | 4 Reihe  | 1546 cm³   | 15 PS (11 kW)   | 70 km/h      |
| D2 (6/18 PS)                  | 1919–1920   | 4 Reihe  | 1593 cm³   | 18 PS (13,2 kW) | 70 km/h      |
| D6 (19/55 PS)                 | 1919–1921   | 6 Reihe  | 4960 cm³   | 55 PS (40 kW)   | 100 km/h     |
| D7 (42/120 PS)                | 1919–1921   | 6 Reihe  | 11.160 cm³ | 120 PS (88 kW)  | 160 km/h     |
| D 3 (8/24 PS)                 | 1920–1923   | 4 Reihe  | 2120 cm³   | 24 PS (17,6 kW) | 70 km/h      |
| D5 (12/36 PS)                 | 1920–1923   | 6 Reihe  | 3107 cm³   | 36 PS (26,5 kW) | 80 km/h      |
| D9 (8/32 PS)                  | 1923–1924   | 4 Reihe  | 2290 cm³   | 32 PS (23,5 kW) | 90 km/h      |
| D12 (12/45 PS)                | 1923–1924   | 6 Reihe  | 3107 cm³   | 45 PS (33 kW)   | 100 km/h     |
| D10 (10/50 PS)                | 1924–1925   | 4 Reihe  | 2580 cm³   | 50 PS (37 kW)   | 120 km/h     |
| D9V (9/32 PS)                 | 1925–1927   | 4 Reihe  | 2290 cm³   | 32 PS (23,5 kW) | 90 km/h      |
| D12V (13/55 PS)               | 1925–1928   | 6 Reihe  | 3386 cm³   | 55 PS (40 kW)   | 100 km/h     |
| F6 (6/30 PS)                  | 1927–1928   | 4 Reihe  | 1570 cm³   | 30 PS (22 kW)   | 70 km/h      |
| 8 Typ S 8 (8/45 PS)           | 1928        | 8 Reihe  | 1999 cm³   | 45 PS (33 kW)   | 85 km/h      |
| 8 Typ G 14 (14/70 PS)         | 1928        | 8 Reihe  | 3633 cm³   | 70 PS (51 kW)   | 100 km/h     |
| 8 Typ S 10 (10/50 PS)         | 1928–1930   | 8 Reihe  | 2464 cm³   | 50 PS (37 kW)   | 90 km/h      |
| Gigant G 15 K (15/80 PS)      | 1928–1933   | 8 Reihe  | 3974 cm³   | 80 PS (59 kW)   | 110 km/h     |
| Gigant G 15 (15/80 PS)        | 1928–1933   | 8 Reihe  | 3974 cm³   | 80 PS (59 kW)   | 100 km/h     |
| Repräsentant P 20 (20/100 PS) | 1930–1933   | 8 Reihe  | 4906 cm³   | 100 PS (74 kW)  | 120 km/h     |
| Marschall M 12 (12/60 PS)     | 1930–1934   | 8 Reihe  | 2963 cm³   | 60 PS (44 kW)   | 90 km/h      |
| V 5                           | 1931–1932   | 4 V      | 1168 cm³   | 25 PS (18,4 kW) | 80 km/h      |
| V 5 Sport                     | 1931–1932   | 4 V      | 1168 cm³   | 30 PS (22 kW)   | 100 km/h     |
| R 140                         | 1932–1933   | 4 Reihe  | 1355 cm³   | 30 PS (22 kW)   | 85–105 km/h  |
| R 140                         | 1933–1934   | 4 Reihe  | 1466 cm³   | 30 PS (22 kW)   | 85–105 km/h  |
| R 150                         | 1934–1935   | 4 Reihe  | 1466 cm³   | 35 PS (25,7 kW) | 90–110 km/h  |
| Greif V8                      | 1934–1937   | 8 V      | 2489 cm³   | 55 PS (40 kW)   | 110 km/h     |
| R 180                         | 1935        | 4 Reihe  | 1769 cm³   | 45 PS (33 kW)   | 105 km/h     |
| R 180 Spezial                 | 1936        | 4 Reihe  | 1757 cm³   | 42 PS (33 kW)   | 75 km/h      |
| Greif V8 Sport                | 1935–1937   | 8 V      | 2489 cm³   | 57 PS (42 kW)   | 120 km/h     |
| Greif Junior                  | 1936–1939   | 4 Boxer  | 1484 cm³   | 34 PS (25 kW)   | 100 km/h     |
| Sedina                        | 1937–1940   | 4 Reihe  | 2406 cm³   | 55 PS (40 kW)   | 110 km/h     |
| Arkona                        | 1937–1940   | 6 Reihe  | 3610 cm³   | 80 PS (59 kW)   | 120–140 km/h |